# 湯布里奇和莫靈 (英國國會選區)
湯布里奇和莫靈（英語：Tonbridge and Malling），英國國會一郡選區，包括英格蘭東南部肯特郡西部、塞文歐克斯區南部和湯布里奇和莫靈區西南部。
本區自1974年創設以來一直支持保守黨的約翰·斯坦萊。他在2010年大選中以57.9%選票成功連任。2015年起則由黨友董勤達成功接棒。